# Ron Helbig
Ron Helbig (* 14. Dezember 1992 in Dresden) ist ein deutscher Schauspieler und Musiker.

## Leben
Erste Erfahrungen im Schauspiel sammelte Helbig in Inszenierungen der Bürgerbühne des Staatsschauspiel Dresden, unter anderem in Die Nibelungen als Hagen von Tronje unter der Leitung von Marc Prätsch. Nach seiner schulischen Laufbahn absolvierte er ein Freiwilliges Soziales Jahr im Diakonissenkrankenhaus Dresden und eine Berufsausbildung, bei Wörner Traxler Richter, zum Bauzeichner für Architektur. Während dieser Zeit war er als Sänger mit der Band Hurling Hedgehogs unterwegs. 2018 erhielt er das Deutschlandstipendium. Seit der Spielzeit 2018/19 ist er Mitglied des Studios am Schauspiel Leipzig.
Helbig absolvierte von 2016 bis 2020 ein Schauspielstudium an der Hochschule für Musik und Theater „Felix Mendelssohn Bartholdy“ Leipzig. 2018 wählte der Regisseur Enrico Lübbe Helbig für eine Rolle im Faust aus. Der Regisseur Armin Petras besetzte die Rolle als Meutenmitglied Rolf in Jeder stirbt für sich allein mit Helbig. Im Rahmen des Studiums hat er bei zwei Aufführungen, Bleiben will ich und Wo ich nie gewesen bin, der „Studio“-Reihe mitgewirkt. Die Studio-Inszenierungen werden von den Studenten entwickelt und aufgeführt.
Seit 2021 spielt er die Rolle Jonathan Himpe, den Gerichtsmediziner im Dresdner Tatort.

## Theater (Auswahl)
- 2022: Hedda Gabler als „Jörgen Tesman“ (Hamburger Kammerspiele)
- 2019: Die Eisjungfrau (Uraufführung) als „Rudi“ (Schauspiel Leipzig)
- 2019: Container Paris als „Hans-Werner von Rottkamp, Hans Zermatt, Ein Radiosprecher, Dietmar Poppeling“ (Schauspiel Leipzig)[9]
- 2019: Jeder stirbt für sich allein / Die Leipziger Meuten als „Meutenmitglied Rolf“ (Schauspiel Leipzig)[10]
- 2018: Der Widerspenstigen Zähmung als „Bianco“ (Schauspiel Leipzig)[11]
- 2018: FAUST als „Schüler, Lieschen, Marthe, Chor“ (Schauspiel Leipzig)[12]
- 2018: Sommertheater Die Nibelungen als „Hagen von Tronje“[13]
- 2009: Die Nibelungen als „Hagen von Tronje“ (Staatsschauspiel Dresden)[2]

## Filmografie (Auswahl)
- 2020: How to Sell Drugs Online (Fast) (Fernsehserie, 2 Episoden)
- 2021: Spreewaldkrimi: Totentanz (Fernsehreihe)
- 2021: In aller Freundschaft (Fernsehserie, Folge Vertrauensfrage)
- 2021: Tatort: Unsichtbar (Fernsehreihe)
- 2022: Ramstein – Das durchstoßene Herz
- 2022: Wilsberg: Fette Beute (Fernsehreihe)
- 2023: Tatort: Totes Herz
- 2023: Bettys Diagnose (Fernsehserie, Folge Zu schnell zu viel)
- 2023: SOKO Potsdam (Fernsehserie, Folge Kleinod)
- 2023: Tatort: Was ihr nicht seht
- 2024: Lena Lorenz: Harter Bruch (Fernsehreihe)
- 2024: Aus dem Leben (Fernsehfilm)
- 2024: WaPo Elbe (Fernsehserie, Folge Goldrausch)
- 2025: SOKO Köln: Der Bulle aus Vingst (Fernsehserie)
- 2025: Tatort: Herz der Dunkelheit

## Auszeichnungen
- 2019: Deutschlandstipendium